# ミデア
ミデアは、アニメ『機動戦士ガンダム』をはじめとする宇宙世紀世界を舞台とした作品に登場する架空の兵器。地球連邦軍の戦術輸送機である。

## 機体解説
一年戦争当時の地球連邦軍の物資輸送任務を担っていた輸送機で、かなりの物資を輸送することが可能であるうえにVTOL機能も持つため、滑走路の未整備な最前線への補給活動には最適であった。「ミディア」と表記されることもあるが、設定画では「ミデア」。
テレビ版および劇場版『機動戦士ガンダム』、OVA『機動戦士ガンダム0080 ポケットの中の戦争』、『機動戦士ガンダム0083 STARDUST MEMORY』、『機動戦士ガンダム 第08MS小隊』、『機動戦士ガンダム サンダーボルト』に登場するが、作品ごとにデザインが異なる（『0080』『0083』は同デザイン）。今のところそれぞれがミデアと呼ばれる別々の機種なのか、バリエーションであるのかの公式な設定はない。ただし、小説版『機動戦士ガンダム外伝 THE BLUE DESTINY』の脚注に、「垂直離着陸が可能な輸送機の代名詞として、この名前が用いられることが多かった」とある。また、『0080』『0083』におけるミデアには "C-88" という型式番号が割り振られており、このタイプをミデア改もしくはミデア後期型とする場合もある。
小説版『機動戦士ガンダムUC』では、旧式のミデア・タイプ（ローターによる垂直離着陸機能をもたない）を "C-85" としている。挿絵などには描かれていないため外観は不明であるが、漫画版『機動戦士ガンダムUC バンデシネ』では、『機動戦士ガンダム』版を踏襲するデザインであるものの車輪部にローターのないタイプとなっている。アニメ版では一部展開が異なるため登場しない。
機体色はイエローで具体的な特徴として貨物室はなく、荷物を搭載した脱着式専用コンテナを懸垂運搬することによる荷役時間の短縮、高翼配置で後退角の少ない長大翼採用による短距離着陸性能の獲得、降着装置に低圧タイヤとローターを取り付け、エアクッションにより不整地への着陸が可能である点が挙げられる。武装はモデルによって差異はあるが、テレビ版に登場した型では機体各所に格納式の連装機関砲塔が数基あるのみで、その火力は自衛用の域を出るものではないが、近藤和久による漫画『機動戦士ガンダム オペレーション トロイ』には独自のバリエーションとしてジオンの航空戦力に対抗するため防空能力と航続距離を強化したガンシップ型ミデアが登場している。
なお、この莫大なるペイロードによってモビルスーツ (MS) も輸送可能であり、一年戦争末期にはMS専用コンテナが開発され、空挺用MSの運用が可能になっている。『第08MS小隊』第9話では、ガンダムEz81機、陸戦型ガンダム2機、74式ホバートラック1台を1機のミデアで輸送している。戦後にも輸送任務に従事している。

## 劇中での活躍
劇中では、地球連邦軍第136連隊のマチルダ・アジャン中尉が指揮する輸送部隊が運用していた。
この部隊は、本来なら敵制空権下への強行輸送を考慮していない本機で、公国軍勢力圏内にあるホワイトベースへの補給を護衛なしで一度ならず敢行している。ただし、漫画版『機動戦士ガンダム戦記 Lost War Chronicles』では、コーウェン准将の管轄するMS部隊が中途まで護衛に就いている様子が確認されている。
テレビ版第23話では、大破着底したホワイトベースにGパーツを含めた補給物資を届けるミデア5機が登場している。その途中でマ・クベが差し向けたクリンク中尉率いるグフ+ドダイYS×3、ドップ9機からなるジオン軍部隊に襲撃された。密集隊形を組み、できるだけ高度を低く取り、唯一の武装である機銃で応戦しつつ、ホワイトベースから派遣された救援と合流するまでしのぐ姿が描かれている。
全く戦闘向きではない本機であるが、黒い三連星のドム三機によるホワイトベースへの襲撃に際しては、修理中で動けないホワイトベースを援護するために出撃している。この際、照明弾を投下するなどの支援活動を行うものの、ドムのジャイアント・バズが命中して1機が撃墜され、マチルダの隊長機に至ってはガンダムが2度目のジェットストリームアタックで苦戦する中、黒い三連星のチームワークを乱すために機銃掃射をしながら割って入った際、体当たりしたオルテガのドムにコクピットを叩き潰されて墜落し、マチルダは戦死した。
『0080』では、第1話に登場。冒頭の舞台となる北極基地に駐機している。ハイゴッグのバイスクローでコクピットを潰された。
『第08MS小隊』では、第9話に登場。アプサラス計画の開発拠点を捜索する第08小隊を輸送した。
『0083』では、第3話に登場。ジム・カスタム3機とジム・キャノンII2機、及びパイロットたちをトリントン基地に輸送した。
『サンダーボルト』では、第5話に登場。サンダーボルト作戦の要となるアトラスガンダムを空輸中、シドニー新湾付近を哨戒中のジオン残党軍に捕捉され、両主翼下からパラサイト・ファイターのコア・ファイターを投下し応戦する。また編隊中2機のメインコンテナからそれぞれアトラスガンダム、SFS（コルベットブースター）を射出している。
ゲーム『機動戦士ガンダム ギレンの野望 ジオンの系譜』内のムービーでは、ジオン公国軍に鹵獲された機体がジャブロー降下作戦に参加する姿が描かれている。

## 同系機
フライングコンテナー
ゲームブック『機動戦士Ζガンダム ジェリド出撃命令』に登場する大型輸送機（型式番号：C-130）。
ミデアの改良型で、全長60メートル級。宇宙世紀0087年のアラスカのスワード半島で不時着した状態で登場する。

マディア
ゲーム『SDガンダム GGENERATION SPIRITS』に登場するゲームオリジナルのミデアの同系機。機体色は白。ミサイルランチャーと対空機関砲を装備している。

## 備考
本編のメカニックデザイナーを務めた大河原邦男のデザインに、監督・富野由悠季からデザインラフという目に見える形での指示が入り始めた、初期の機体である。大河原はそれまで、連邦軍兵器については角張ったデザイン、ジオン軍については有機的曲線を持つデザインを心がけていたが、この曲線的なミデアのデザインラインが富野から提出されることで、かなり意識を変えることを強いられたと当時のアニメ誌で語っている。